# 呂西安·卡斯坦因-泰勒
呂西安·賈爾斯·卡斯坦因-泰勒（英語：Lucien Giles Castaing-Taylor，1966年1月10日—）是一名英國人類學家、藝術家，從事電影、錄影和攝影工作。

## 生平
卡斯坦因-泰勒在劍橋大學獲得學士學位，在加州大學柏克萊分校師從保羅·拉比諾，並獲得博士學位。2002年起，卡斯坦因-泰勒在哈佛大學任教，他是哈佛大學感官民族誌實驗室的主任。他的作品包括1992年與伊利薩·巴巴什（Ilisa Barbash）一起製作的《In and Out of Africa》，這是一部關於非洲藝術市場的真實性、品味和種族政治問題的民族誌影片，贏得了8個國際獎項。他還執導了電影《Sweetgrass》（2009年），該片被描述為「一首不悲傷的輓歌，同時也是對美國西部和舊石器時代後人類與動物之間一萬年的不安與調和」。他是美國人類學會《視覺人類學評論》雜誌的創始編輯（1991－94年）。

## 影視作品
- 《In and Out of Africa》（1992年）
- 《Made in USA》（1997年）
- 《香草（英语：Sweetgrass (film)）》（2009年）
- 《The High Trail》（2010年）
- 《利維坦（英语：Leviathan (2012 film)）》（2012年）
- 《食人錄》（Caniba）（2017年）
- 《人體結構（英语：De Humani Corporis Fabrica (film)）》（2022）

## 著作
- 《Visualizing Theory》（1994年）
- 《Cross-Cultural Filmmaking》（1997年，與伊利薩·巴巴什）
- 《Transcultural Cinema》（1998年）
- 《The Cinema of Robert Gardner（英语：Robert Gardner (anthropologist)）》（2008年，與伊利薩·巴巴什）

## 外部連結
- Sweetgrass Official Website （页面存档备份，存于）
- 呂西安·卡斯坦因-泰勒在互联网电影资料库（IMDb）上的資料（英文）
- TCM电影资料库上呂西安·卡斯坦因-泰勒的资料（英文）